# Цхук
Цхук (арм. Ծղուկ, азерб. Qarqar), Гызылбогаз (азерб. Qızılboğaz), также Цхук-Каркар — вулкан, расположенный на границе Армении и Азербайджана. Вершина вулкана расположена на высоте 3584 метров над уровнем моря, последнее извержение происходило в 3000-х годах до н. э.